# Karl Godulla
Karl Godulla (Makoschau, 1781. november 8. – Breslau, 1848. július 6.) sziléziai vállalkozó, gyártulajdonos, „a cink királya”. A porosz Szilézia ipari fejlődésének úttörője. Több városi legenda főszereplője.